# Vissarion
Pour les articles homonymes, voir Vissarion (homonymie).
Sergueï Anatolievitch Torop (russe : Сергей Анатольевич Тороп, Sergej Anatolʹevič Torop) est un mystique russe, né le 14 janvier 1961 à Krasnodar. Il est connu par ses disciples sous le nom de Vissarion (Виссарион). 
Il est le fondateur et le « leader spirituel » du mouvement religieux Église du Dernier Testament dont le siège se trouve à Petropavlovka dans la taïga sibérienne dans la dépression de Minoussinsk à l'est d'Abakan, district de Krasnoïarsk.
Il est entouré d'environ 4 000 disciples, appelés les vissarionites, répartis dans une trentaine de villages autour de sa base : la Cité du Soleil. Il y aurait entre 5 000 et 10 000 disciples dans le monde entier.
Vissarion prétend être Jésus réincarné. Son message comprend la réincarnation, le végétarisme et vise à empêcher la fin du monde, et de la civilisation telle que nous la connaissons. 
Tout serait parti d'une révélation spirituelle survenue en mai 1990, lorsqu'il était âgé de 29 ans. Il commence à répandre sa foi avec son premier prêche, le 18 août 1992 à Minoussinsk puis fonde L'Église du Dernier Testament (Церковь Последнего Завета Tserkov Poslednego Zaveta) aussi connue comme Communauté de la Foi Unifiée.
Le 22 septembre 2020, Vissarion et deux proches sont arrêtés par la police russe et le FSB, et mis en détention provisoire à la prison de Novossibirsk sous le chef d'accusation d'extorsion d'argent. Il est condamné le 30 juin 2025 à 12 ans de détention en camp de prisonniers, de même que ses deux proches qui écopent d'une peine similaire.

## Biographie
Né le 14 janvier 1961 à Krasnodar, il fait son service militaire dans l'Armée rouge puis il s'installe à Minoussinsk. 
Il obtient un poste d'agent de la circulation qu'il perd en 1989.
Il « renaît » en 1991 en tant que Vissarion, Jésus Christ revenu, ce qui ne lui confère pas le statut de Dieu mais de « Sa » parole, selon son système. Sa religion combine des éléments de l'Église orthodoxe Russe, du bouddhisme, de l'Apocalypse, du collectivisme et des valeurs écologiques. Ses disciples suivent des lois strictes, sont végétariens et n'ont le droit de consommer ni tabac, ni alcool. L'argent est banni de leur communauté. Le but en est d'unifier toutes les religions.
En 1994, il s'installe avec sa communauté à Tiberkoul, dans la taïga sur un terrain de 2,5 km2. En 1995, il enregistre auprès des autorités russes « l’Église du Dernier Testament ». Il publie aussi plusieurs tomes de sa théologie.
Sa communauté comprendrait aujourd'hui 5 000 personnes, vivant en autosuffisance et en autarcie autour des villages de Petropavlovka et Cheremshanka, 53° 53′ N, 93° 45′ E. La colonie comprend trois zones : le centre (La Demeure de l'Aube), la Demeure Céleste et le Temple pointu.
Le 22 septembre 2020, il est arrêté par les forces spéciales russes, avec deux proches (Vadim Redkine et Vladimir Vedernikov), et placé en détention provisoire pour une durée de deux mois, à la suite d'accusations d'extorsion d'argent et de violences psychologiques,. Il est condamné le 30 juin 2025 à 12 ans de détention en camp de prisonniers, tout comme Vladimir Vedernikov et Vadim Redkin (11 ans de prison pour ce dernier). ils sont solidairement condamnés à verser 40 millions de roubles (soit 430 000 euros) à seize victimes. 

## Diffusion

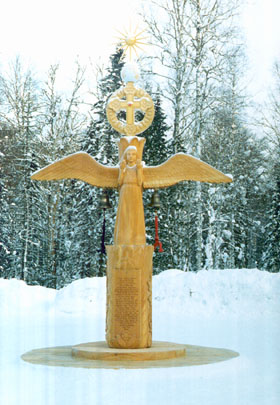
Ange en bois, sculpté par Igor Mokhov et érigé le 7 janvier 1998 au centre de la communauté. Il est couronné par une croix dans un cercle et au-dessus d'un petit modèle de la Terre. Les petites cloches sur les ailes sonnent trois fois par jour pour glorifier Dieu.

La secte de Vissarion compterait entre 5 000 et 10 000 adeptes, mais en revendique un total de 50 000 dans 83 communautés disséminées sur 150 km2.
Selon les fidèles de la secte, une ère nouvelle a commencé en 1961 (année naissance de Vissarion). Ils ont remplacé la fête de Noël par celle du 14 janvier (jour de naissance du fondateur) et le 18 août ils fêtent la date anniversaire du premier sermon de Vissarion (en 1991). Selon Julia Sellman (2015), photographe ayant documenté le quotidien de cette communauté, les vissarionites pensent qu’une inondation cataclysmique arrive et que seuls les membres de la secte survivront, pour repeupler la Terre et l’Univers. 
Depuis 1992, le biographe Vadim Redkin publie un rapport annuel détaillant les activités de Vissarion qui a attiré notamment un certain nombre de disciples d'Allemagne, issus de milieux ésotériques. 7 des volumes de Vadim ont été traduits en allemand.
En mars 2010, la chaîne de télévision anglaise Channel 4 diffuse un long reportage sur Vissarion et ses disciples.

## Vie personnelle
Vissarion a deux épouses, et six enfants issus de deux mariages. 
Il a répudié sa première femme et s'est remarié avec une jeune fille de 19 ans qui a vécu avec lui depuis l'âge de 7 ans.
Vissarion a une sœur nommée Irina. 
Il considère Marie, mère de Jésus, comme sa propre mère. La mère biologique de Vissarion s'appelle Nadyezhda.

## En France
L'Église du Dernier testament est considérée par plusieurs rapports comme l'une des organisations à tendance sectaire qui se sont développées dans l'ex-URSS durant les années 1990, à la suite de la période de Perestroïka, sous Mikhaïl Gorbatchev (avril 1985 - décembre 1991), dont par la Mission interministérielle de vigilance et de lutte contre les dérives sectaires (Miviludes) dans un rapport de 2007 (p. 133, p. 146).